# Ubald Iranzo i Eiras
Ubald Iranzo i Eiras (Madrid, 1854 - Barcelona, 19 de desembre de 1923) fou un arquitecte modernista.

## Biografia
Va néixer a Madrid, fill de Rafael Iranzo i de Jesusa Eiras.
Es va formar a l'Escola d'Arquitectura de Barcelona, on es va llicenciar el 29 de maig de 1879. Va treballar com a arquitecte municipal a Berga. Hi ha obres seves a Terrassa, Sant Sadurní d'Anoia i a Vilanova i la Geltrú. A Barcelona va realitzar diverses projeccions urbanístiques, com el Pla General d'Urbanització de les Corts-Sarrià i el de Sant Martí de Provençals.
Es va casar el 12 de desembre de 1883 amb Otilia Fontserè i Sampere (1859-1930), filla del mestre d'obres Josep Fontserè i Mestre. La viuda va fer donació, un any després de la mort del seu marit, del fons de clixés impressionats d'Iranzo a l'Escola d'Arquitectura de Barcelona, per exprès desig d'Ubald Iranzo.

## Obres destacades
- Casa de la Vila de Sant Sadurní
- Casa Gener
- Seu del Districte de Sants-Montjuïc